# أنتوني رايت
أنتوني رايت (بالإنجليزية: Anthony Wright)‏ (و. 1976  م) هو لاعب كرة قدم أمريكية، من الولايات المتحدة، يلعب كظهير ربعي.

## التعليم
تعلم في West Craven High School (Vanceboro, North Carolina) ‏.

## روابط خارجية
- أنتوني رايت على موقع مرجع كرة القدم المحترفة.كوم (الإنجليزية)